# Theodore N183
O  N183  é o último modelo da Theodore da temporada de 1983 da Fórmula 1. Condutores: Roberto Guerrero e Johnny Cecotto.

## Resultados[1]
(legenda) 
| Ano  | Chassi | Motor                | Pneus | N° | Pilotos          | 1   | 2   | 3   | 4   | 5   | 6   | 7   | 8   | 9   | 10  | 11  | 12  | 13  | 14  | 15  | Pontos | Posição |  |
| ---- | ------ | -------------------- | ----- | -- | ---------------- | --- | --- | --- | --- | --- | --- | --- | --- | --- | --- | --- | --- | --- | --- | --- | ------ | ------- |  |
|      |        |                      |       |    |                  |     |     |     |     |     |     |     |     |     |     |     |     |     |     |     |        |         |  |
|      |        |                      |       |    |                  | BRA | USW | FRA | SMR | MON | BEL | USE | CAN | GBR | GER | AUT | HOL | ITA | EUR | RSA |        |         |  |
| 1983 | N183   | Ford Cosworth DFV V8 | G     | 33 | Roberto Guerrero | NC  | Ret | Ret | Ret | NPQ | Ret | NC  | Ret | 16  | Ret | Ret | 12  | 13  | 12  |     | 1      | 12º     |  |
| 1983 | N183   | Ford Cosworth DFV V8 | G     | 34 | Johnny Cecotto   | 14  | 6   | 11  | Ret | NPQ | 10  | Ret | Ret | NQ  | 11  | NQ  | NQ  | 12  |     |     | 1      | 12º     |  |